# Laurentius Norrmannus

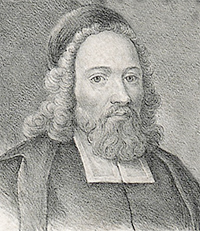
Laurentius Norrmannus

Laurentius Norrmannus, ursprünglich Lars Norrman, auch Normann oder Norrmann (* 24. April 1651 in Norrby gård im Kirchspiel Jäder (heute zur Gemeinde Eskilstuna), Södermanland; † 21. Mai 1703 in Uppsala) war ein schwedischer Philologe und lutherischer Theologe.

## Leben
Norrmannus studierte nach dem Schulbesuch in Strängnäs von 1668 bis 1679 an der Universität Uppsala und schloss daran eine Studienreise durch Deutschland (u. a. Besuch bei Esdras Edzardus in Hamburg) und Holland an. Nach der Rückkehr wurde er 1681 Privatbibliothekar bei Magnus Gabriel De la Gardie. 1682 zum außerordentlichen Professor für Griechisch und Hebräisch in Uppsala berufen, erhielt er noch im Dezember desselben Jahres eine Berufung als ordentlicher Professor für dieselben Fächer an der Universität Lund. Er trat die Stelle jedoch nicht an, sondern blieb in Uppsala, wo er 1684 zum ordentlichen Professor für Logik und Metaphysik aufstieg. 1685 wechselte er auf die Professur für Griechisch, 1693 auf eine theologische Professur. 1695 ordiniert, erhielt er das Pfarramt von Vaksala als Präbende. 1698 übernahm er zusätzlich die Leitung der Universitätsbibliothek. Im Mai 1702 wurde er zum ersten Professor der Theologischen Fakultät befördert und übernahm daneben das Amt des Dompropstes am Dom zu Uppsala. Im Dezember desselben Jahres wurde er zum Bischof des Bistums Göteborg ernannt und am 3. Mai 1703 für dieses Amt geweiht. Er starb jedoch noch vor der Abreise an seinen neuen Dienstort.
Norrmannus amtierte dreimal (1688, 1695 und 1701) als Rektor der Universität Uppsala. Seine Veröffentlichungen waren vorwiegend der klassischen Literatur gewidmet, so edierte er die Rede Presbeutikòs pròs Achilléa des Aelius Aristides. Zu seinen Schülern gehörte Erik Benzelius der Jüngere.